# System of a Down (음반)
| 전문가 평가                   | 전문가 평가 |
| 평가 점수                     | 평가 점수   |
| 출처                          | 점수        |
| ----------------------------- | ----------- |
| AllMusic                      | [ 3 ]       |
| Chronicles of Chaos           | 8/10        |
| Drowned in Sound              | 10/10       |
| Kerrang!                      | [ 6 ]       |
| Pitchfork                     | 7.5/10      |
| Q                             | [ 8 ]       |
| The Rolling Stone Album Guide | [ 9 ]       |

《System of a Down》은 1998년 6월 30일, 아메리칸 레코딩스와 컬럼비아 레코드가 발매한 미국의 헤비 메탈 밴드 시스템 오브 어 다운의 데뷔 스튜디오 음반이다. 이 음반은 2000년 2월, 미국 음반 산업 협회로부터 골드 인증을 받았다. 밴드의 다음 음반인 《Toxicity》 (2001년)의 성공 이후 《System of a Down》은 플래티넘 인증을 받았으며, 이후 두 배의 플래티넘을 기록했다.

## 구성
이 음반은 일반적으로 누 메탈과 얼터너티브 메탈로 간주되며, 두 곡 모두 밴드의 필수품이 될 것이다. 음반 전반에 걸쳐 서정적인 주제는 다양하며, 많은 노래가 반전이라는 주제를 따르지만 대량 학살, 종교, 세뇌에 관한 주제도 있다. 〈Suite-Pee〉는 교회 내 소아성애와 종교적 극단주의에 대한 비판이다. 로랜드 공연에서 기타리스트 다론 말라키안에 따르면 〈Soil〉은 "죽음과 죽는 친구, 죽는 삶에 관한 것"이라고 합니다. 〈Mind〉는 정부의 마인드 컨트롤에 대해 이야기하며, 특히 음반의 라이너 노트에서 CIA의 세뇌를 언급한다. 〈P.L.U.C.K.〉는 아르메니아인 집단학살의 희생자들을 위한 노래로, 튀르키예 정부에 대한 비판과 비난을 의미한다.

## 커버 아트
커버 아트는 1928년 독일 공산당을 위해 시각 예술가 존 하트필드가 디자인한 반파시즘 포스터에서 발췌한 것이다. 원래 포스터의 텍스트는 "A hand has 5 fingers! With these 5 grab the enemy!(손에는 손가락이 5개 있다! 이 5개로 적을 잡아라!)"이다. 이 슬로건은 음반 뒷면에 수록된 텍스트의 일부에 영감을 주었다. "Open your eyes, open your mouths, close your hands and make a fist(손에는 파괴할 수 있을 뿐만 아니라 창조할 수 있는 능력과 강력한 손가락이 5개 있다)"라는 문구가 굵은 글씨로 적혀 있다(나중에 세르지 탄키안이 Uneducated Democracy라는 노래에서 사용). 이 작품은 조지 해리슨의 음반 《Living in the Material World》의 커버와도 매우 유사하다.

## 곡 목록
모든 곡들은 특별한 언급이 없는 한 세르지 탄키안과 다론 말라키안에 의해 작사/작곡하였다.
| #   | 제목        | 작사·작곡                       | 재생 시간 |
| --- | ----------- | ------------------------------- | --------- |
| 1.  | Suite-Pee   |                                 | 2:31      |
| 2.  | Know        | 샤보 오다지안, 말라키안, 탄키안 | 2:56      |
| 3.  | Sugar       | 탄키안, 오다지안, 말라키안      | 2:33      |
| 4.  | Suggestions |                                 | 2:44      |
| 5.  | Spiders     |                                 | 3:35      |
| 6.  | DDevil      | 오다지안, 탄키안, 말라키안      | 1:43      |
| 7.  | Soil        |                                 | 3:25      |
| 8.  | War?        |                                 | 2:40      |
| 9.  | Mind        | 오다지안, 말라키안, 탄키안      | 6:16      |
| 10. | Peephole    |                                 | 4:06      |
| 11. | CUBErt      |                                 | 1:50      |
| 12. | Darts       |                                 | 2:42      |
| 13. | P.L.U.C.K.  |                                 | 3:33      |

## 인증
| 국가                                                                                         | 인증        | 판매량/출하량 |
| -------------------------------------------------------------------------------------------- | ----------- | ------------- |
| 브라질 (Pro-Música Brasil)                                                                   | 플래티넘    | 40,000*       |
| 캐나다 (뮤직 캐나다)                                                                         | 골드        | 50,000^       |
| 이탈리아 (FIMI) sales since 2009                                                             | 골드        | 25,000        |
| 영국 (BPI)                                                                                   | 골드        | 100,000       |
| 미국 (RIAA)                                                                                  | 2× 플래티넘 | 2,000,000     |
| *판매량을 기반으로 한 인증 · ^출하량을 기반으로 한 인증 · 판매량+스트리밍을 기반으로 한 인증 |             |               |